# Ingrid Wehmonen
Ingrid Wehmonen, folkbokförd Ingrid Margareta Miller, född 22 november 1941 i Ljusdal, Hälsingland, är en svensk före detta friidrottare (kulstötning och diskuskastning). Hon tävlade för Bellevue IK. Hon utsågs år 1977 till Stor grabb/tjej nummer 300. Mellan 1973 och 1980 var hon svensk mästare i kulstötning, och 1976, 1979 och 1980 även i diskuskastning. Hon gjorde även 34 landskamper för Sverige, slog det svenska rekordet i kulstötning med 15,52 och kastade som mest 48,78 i diskus. Kulstötningsrekordet var 2020 fortfarande ett av de tio längsta kasten i svensk friidrottshistoria.
1981 och 1982 vann hon även lag-SM i judo. Efter sin professionella karriär har hon även fem veteranrekord.
Wehmonen medverkar även i Anders Grönros och Åse Lyttkens kortfilm Och då tog hon sin äkta man i håret och höll honom en god stund utanför fönstret från filmåret 1980, som handlar om starka kvinnor historiskt och i den samtid då filmen gjordes. Utöver Wehmonen deltar bland andra även Christina Sahlin, Anne-Britt Pettersson, Elisabeth Thorbjörnsson, Ulla Lyttkens och Batte Sahlin.

### Fotnoter
1. ↑  ”Ingrid Wehmonen - SFdb”. http://www.svenskfilmdatabas.se/sv/item/?type=person&itemid=299329. Läst 17 augusti 2020.
2. 1 2  ”Två svenska mästare på Trekvartscastoramat”. IFK Lidingö Friidrottsklubb. http://www.lidingofri.se/nyheter/Default.asp?ID=180004&NID=366742&ver=7. Läst 17 augusti 2020.
3. ↑  Söderberg, Rajne. ”Nr. 300 – Ingrid Wallin Wehmonen Miller – Friidrottens Stora”. http://friidrottensstora.se/member/nr-300-ingrid-wallin-wehmonen-miller/. Läst 17 augusti 2020.
4. ↑  ”Och då tog hon sin äkta man i håret och h�... - SFdb”. http://www.svenskfilmdatabas.se/sv/item/?type=film&itemid=49782. Läst 17 augusti 2020.

### Allmänna källor
- Svenska Mästerskapen i friidrott 1896-2005. Trångsund: Erik Wiger/TextoGraf Förlag. 2006. ISBN 91-631-9065-6
- friidrott.se:s Stora Grabbar-sida
- Stora grabbars märke